# Dyavolski most

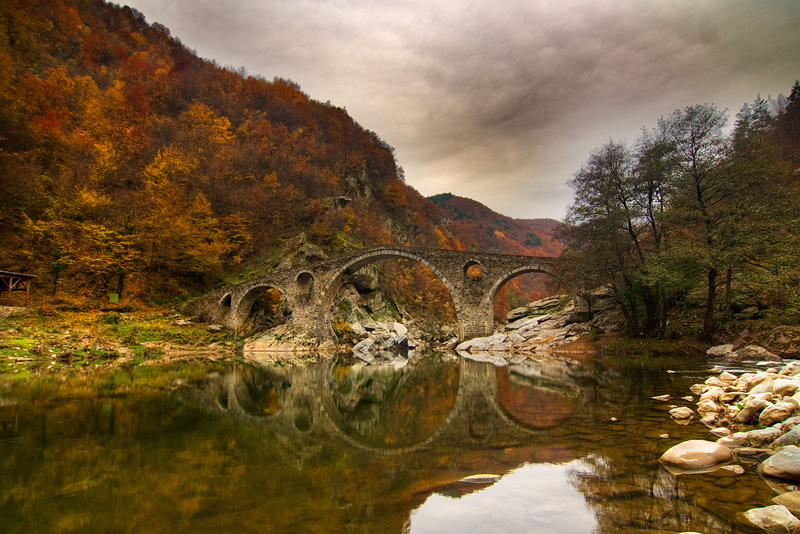
Dyavolski most vào mùa thu

Dyavolski most (tiếng Bulgaria: Дяволски мост, "Cầu Quỷ Dữ"; tiếng Thổ Nhĩ Kỳ: Şeytan Köprüsü) là cây cầu được thiết kế theo kiểu vòm cung, bắt qua sông Arda, nằm trong một hẻm núi hẹp. Nó nằm cách thị trấn Bulgaria của Ardino khoảng 10 km (6.2 mi) trong dãy núi Rhodope và là một phần của con đường cổ kết nối các vùng đất thấp của Thrace với phía bắc bờ biển Aegea.
Dyavolski most được người Ottoman xây dựng từ giữa năm 1515 và 1518. Cầu rộng 3.5 m (11.5 ft), cao 11.50 m (37.7 ft), thành lan can cao 12 cm (4.7 in).
Cầu được công nhận là Di tích văn hóa vào ngày 24 tháng 2 năm 1984.